# Minga Guazú
A cidade de Minga Guazú, fundada em 1958, está no Departamento de Alto Paraná, localizado 311 km. da capital Assunção e 20 km. da capital departamental, Ciudad del Este.

## Toponímia
"Minga" na língua quíchua significa "partilha do trabalho e da comunidade" e "guasu" em guarani, significa "grande", que se traduz em "compartilhado um monte de trabalho.

## Clima
A temperatura média anual é de 21 º C. A maior chega a 38 º C e mínima de 0 ° C. Precipitação anual maior parte do país ocorre na região do Alto Paraná.

## Demografia
Dos 60.719 habitantes, 31.358 são do sexo masculino e 29.361 do sexo feminino, de acordo com estimativas da Departamento de Estatísticas, Pesquisas e Censos. O centro da cidade faz parte da Região Metropolitana de Ciudad del Este.

## História
Quando é fundada em 14 de Maio de 1958, um grupo de jovens localizados na selva do Paraná, para lançar a então colônia Presidente Stroessner. O sistema de "Minga" foi realizada na segunda-feira, sob a liderança de Guido Coronel, um sacerdote salesiano que foi um dos líderes desta comunidade, enviado para colonizar.
Criada primeiro como uma colônia foi estabelecida pela Lei n º 623 22 de março de 1990 e depois, se tornar distrito com o nome que o ex-colônia era "Minga Guazú.
É um espaço de identidade cultural e do Paraguai também estão arraigadas tradições notáveis de outros países, inclusive do Brasil.

## Economia
Grande parte da atividade econômica da cidade é baseada na Cooperativa, que reúne moradores, agora convertido em um verdadeiro complexo agro-industrial.
Seu produto principal é o soja, além de milho, mandioca, algodão, trigo, erva mate,  Cana doce, frango, legumes e feijão.
A maior indústria de óleos no Paraguai está em Minga Guazú, a multinacional "Cargill".

## Turismo
A Expo Minga Guazú é realizada anualmente em setembro ea festa do padroeiro é em 24 de maio, o dia de Maria Auxiliadora. Em 6 de Julho o "Dia do Minguero.
Ele tem dois grandes centros urbanos, no km 20 e km 16. Na primeira, em 1966, ele construiu uma escola e uma igreja dedicada ao padroeiro. Anos mais tarde fundou a Cooperativa de Minga Guazú, que permitiu ao povo uma vida melhor e melhores condições de trabalho.
Na escola, são as principais instituições públicas e do Colégio Dom Bosco.
Na área são os rios  Monday,  Acaray, o fluxo de Acaray-mi e Santa Maria.
Um clube muito atrativo para os turistas é o Paradise Golf Club, localizado a 24 km de Ciudad del Este, na Rota VII. Lakeshore é Bangalô s para os visitantes podem montar cavalos, tiro com arco e ginástica, no lago é praticado pesca Esporte espécies nativas, como a tilápia. Pode provar a cozinha internacional no restaurante do Clube, ao lado de uma bela piscina e paisagens naturais. Para as crianças há muito com jogos e atividades. Os campos de futebol são medidas de regulação, há também os tribunais de vôlei de praia, futebol de 5, ténis e ténis de mesa. O tribunal de golfe é a principal atração do lugar, os 18 buracos estão perfeitamente combinadas com o ambiente natural.

## Transporte
O município de Minga Guazú é servido pela seguintes rodovias:
- Ruta 07, que liga a Ponte da Amizade (BR-277 - estado do Paraná) ao município de Coronel Oviedo
- Ruta 06, que liga a cidade ao município de Encarnación (Departamento de Itapúa) [1][2][3]

O Aeroporto Internacional Guaraní, que serve toda a Região Metropolitana de Ciudad del Este, se localiza na cidade. É a principal via aérea de comunicação e o segundo aeroporto mais importante do país, depois do Aeroporto Silvio Pettirossi. O aeroporto oferece vôos diários para Assunção.

## Galeria de imagens

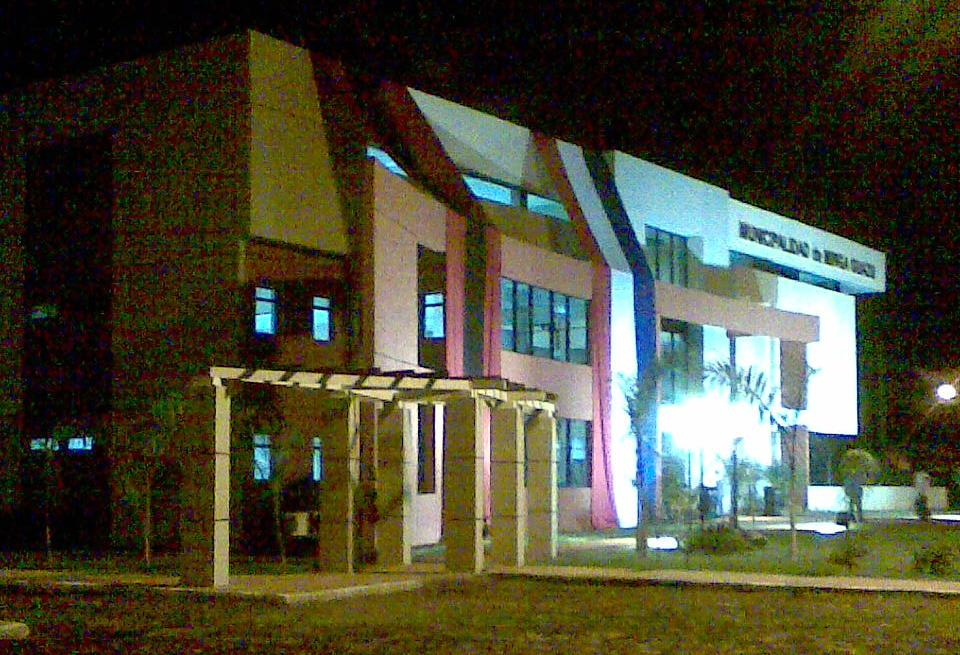
Municipalidade de Minga Guazú.
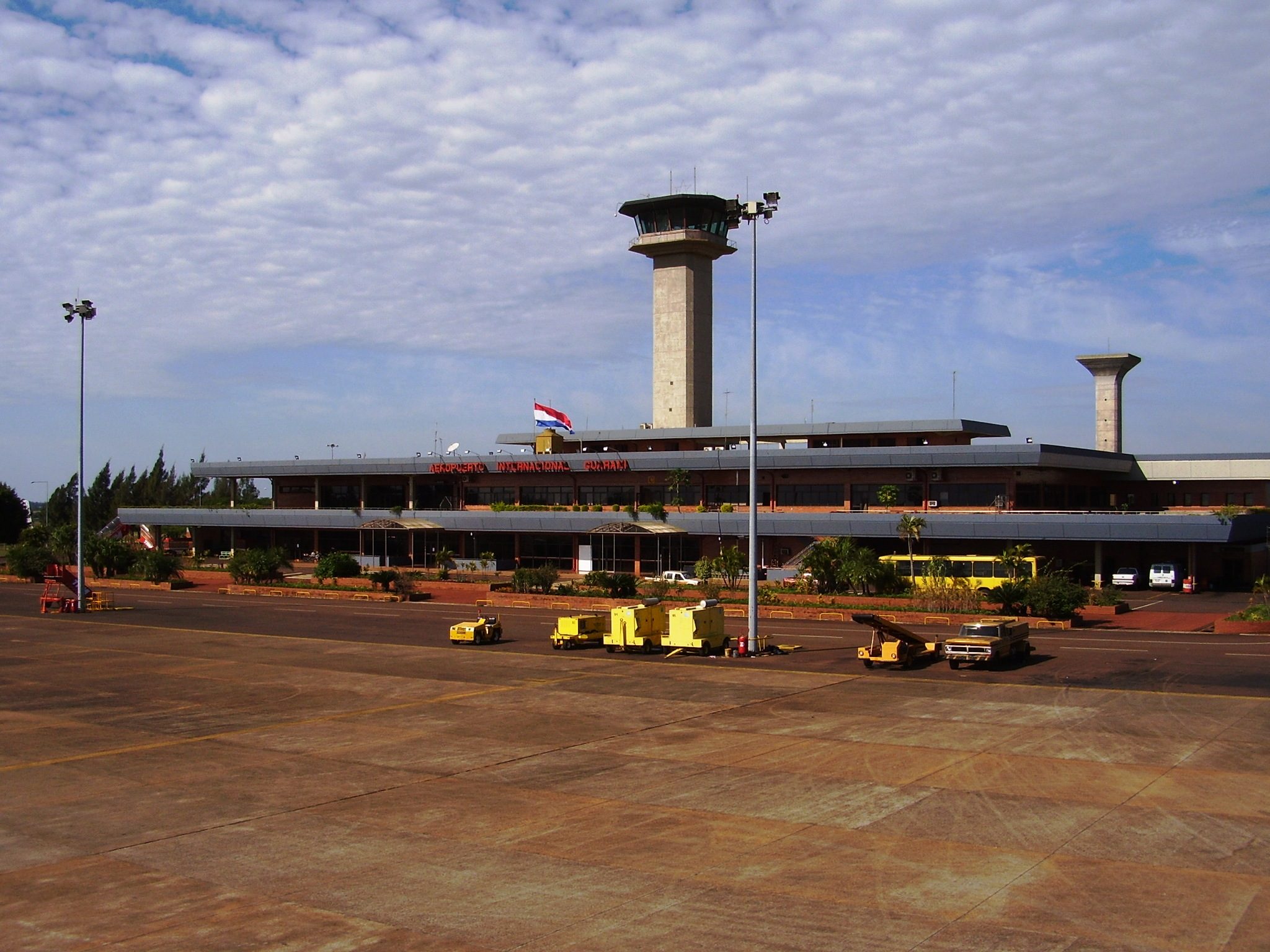
Aeroporto Internacional Guaraní.
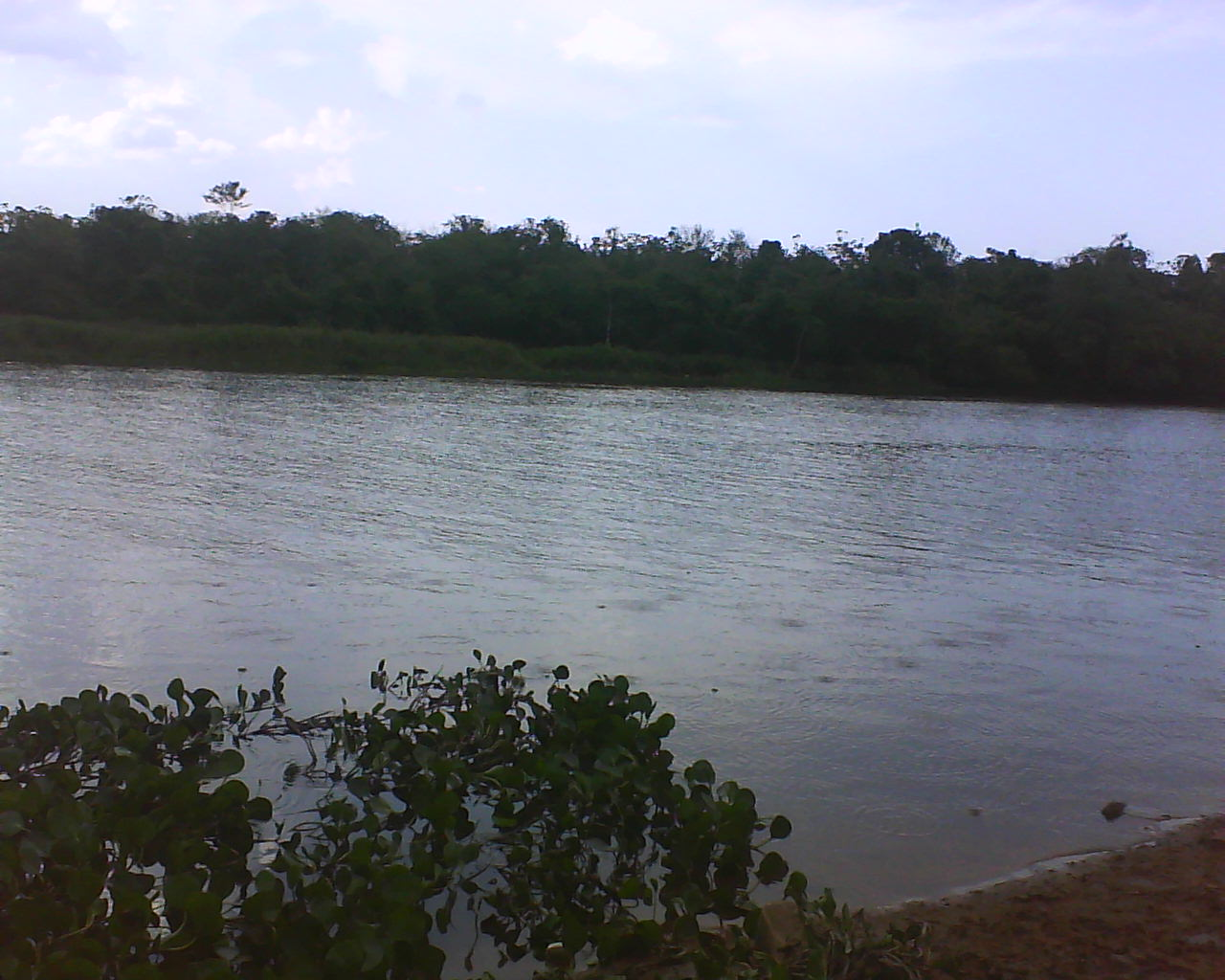
O río Acaray atravessando Minga Guazú.

## Serviços
- Conhecido como a Capital "Industrial" do Paraguai, a cidade abriga o maior Cooperativa de América Latina, também a maior indústria do aceite no Paraguai: uma ramal da multinacional Cargill.
- O bairro também abriga o Aeroporto Internacional Guaraní, o segundo maior aeroporto após o Aeroporto Internacional Silvio Pettirossi em Luque (um subúrbio da capital Assunção).
- A Associação Alemã do Alto Paraná é baseado em Minga Guazú, provavelmente devido ao  alemão os imigrantes que trabalham na agricultura.
- O goberno do Taiwan investiu na cidade, promovendo a instalação do Parque Industrial Oriente.